# Upper Loutre Township
Upper Loutre Township est un ancien township, situé dans le comté de Montgomery, dans le Missouri, aux États-Unis,.
Le township est fondé en 1818 et baptisé en référence à un affluent de la rivière Loutre.